# 矢口博康
矢口 博康（やぐち ひろやす、1958年4月23日 - ）は、日本のサックスプレーヤー。エスパー矢口の異名をとる。栃木県下都賀郡藤岡町（現・栃木市）出身。

## 経歴
1980年代には、サザンオールスターズや立花ハジメなどアルバムに参加。

## 参加バンド
- リアルフィッシュ（福原まり、美尾洋乃、戸田誠司らがメンバー）
- 東京中低域
- ガストロノミクス（濱田理恵らがメンバー）
- 松永孝義 The Main Man Special Band

## 提供曲
1. 坂井真紀『恋のザッツワチャドゥ』作曲 （1994年7月6日、東芝EMI）
2. ワンワン・ふうか・うーたん『カエルのココロ』作曲（2003年初出）